# Ascaris
Ascaris é um gênero de vermes nematoides parasitas de mamíferos. Uma das espécies, Ascaris lumbricoides, afeta os seres humanos e provoca a doença chamada ascaridíase. Outra espécie, A. suum, infecta tipicamente porcos.